# Pericoma sinica
Pericoma sinica är en tvåvingeart som beskrevs av Wagner 2003. Pericoma sinica ingår i släktet Pericoma och familjen fjärilsmyggor. Inga underarter finns listade i Catalogue of Life.